# Unione Sportiva Alessandria Calcio 1988-1989
Questa pagina raccoglie le informazioni riguardanti l'Unione Sportiva Alessandria Calcio nelle competizioni ufficiali della stagione 1988-1989.

## Stagione
Nella stagione 1988-1989 l'Unione Sportiva Alessandria 1912 ha disputato l'ottavo campionato di Serie C2 della sua storia. Allenata da Renzo Melani ha raccolto 47 punti nel girone A della Serie C2, ottenendo il secondo posto, ed è stata promossa in Serie C1 con il Casale che ha ottenuto un punto in più dei grigi.

## Divise e sponsor
Il fornitore ufficiale di materiale tecnico per la stagione 1988-1989 fu Diadora, mentre lo sponsor di maglia fu AGV.
| 1ª divisa | 2ª divisa |

## Organigramma societario
Area direttiva
- Presidente: Gino Amisano
- Vicepresidente: Sergio Puppo
- Consiglieri: Renzo Baucia, Franco Gatti, Mario Musso, Giovanni Peverati
- Segretario: Gianfranco Coscia
- Addetto stampa: Roberto Zaino

Area tecnica
- Allenatore: Renzo Melani
- Allenatore in 2ª: Antonio Colombo
- Allenatore «Berretti»: Francesco Caviglia

Area sanitaria
- Medico sociale: Luigi Mazza
- Massaggiatore: Vincenzo Pescolla

## Rosa
| N. |                   | Ruolo | Calciatore           |
| -- | ----------------- | ----- | -------------------- |
|    | Italia (bandiera) | P     | Alessandro Lazzarini |
|    | Italia (bandiera) | P     | Iliano Riccarand     |
|    | Italia (bandiera) | D     | Mirco Brilli         |
|    | Italia (bandiera) | D     | Maurizio Ferrarese   |
|    | Italia (bandiera) | D     | Marcello Grandi      |
|    | Italia (bandiera) | D     | Marco Guerra         |
|    | Italia (bandiera) | D     | Maurizio Manetti     |
|    | Italia (bandiera) | D     | Luca Meazza          |
|    | Italia (bandiera) | D     | Andrea Vescovo       |
|    | Italia (bandiera) | C     | Luca Bartolini       |
|    | Italia (bandiera) | C     | Luciano Benetti      |
|    | Italia (bandiera) | C     | Roberto Briata       |
|    | Italia (bandiera) | C     | Marco Carrara        |
|    | Italia (bandiera) | C     | Luigi Conte          |

| N. |                   | Ruolo | Calciatore         |
| -- | ----------------- | ----- | ------------------ |
|    | Italia (bandiera) | C     | Sergio Ferretti    |
|    | Italia (bandiera) | C     | Cisco Guida        |
|    | Italia (bandiera) | C     | Pasquale Logarzo   |
|    | Italia (bandiera) | C     | Fabrizio Mastini   |
|    | Italia (bandiera) | C     | Alessandro Moretto |
|    | Italia (bandiera) | C     | Fabrizio Tardini   |
|    | Italia (bandiera) | A     | Aurelio Zamparutti |
|    | Italia (bandiera) | A     | Claudio Casale     |
|    | Italia (bandiera) | A     | Franco Marescalco  |
|    | Italia (bandiera) | A     | Angelo Montrone    |
|    | Italia (bandiera) | A     | Giovanni Rossi     |
|    | Italia (bandiera) | A     | Giuseppe Tortora   |
|    | Italia (bandiera) | A     | Simone Zaffiri     |

## Risultati

### Serie C2

#### Girone di andata
| Alessandria 11 settembre 1988 1ª giornata | Alessandria                      | 0 – 0 | Poggibonsi | Stadio Giuseppe Moccagatta\| Arbitro: \| Colbertaldo (Bassano del Grappa) \| |
| Arbitro:                                  | Colbertaldo (Bassano del Grappa) |       |            |                                                                              |

| Arbitro: | Griffo (Palermo) |

|  |           |            |
|  | Marcatori | 3’ Tortora |

| Arbitro: | Babini (Modena) |

|                            |           |  |
| Marescalco 58’ (rig.), 86’ | Marcatori |  |

| Arbitro: | Copercini (Parma) |

|               |           |                                |
| U. Guerra 89’ | Marcatori | 40’ S. Ferretti 49’ Marescalco |

| Arbitro: | Rausa (Cosenza) |

|  |           |             |
|  | Marcatori | 21’ Carrara |

| Arbitro: | Repace (Perugia) |

|             |           |  |
| G. Rossi 3’ | Marcatori |  |

| Santa Croce sull'Arno 22 ottobre 1988 7ª giornata | Cuoiopelli    | 0 – 0 | Alessandria | Stadio Libero Masini\| Arbitro: \| Rocchi (Roma) \| |
| Arbitro:                                          | Rocchi (Roma) |       |             |                                                     |

| Alessandria 30 ottobre 1988 8ª giornata | Alessandria                 | 0 – 0 | Casale | Stadio Giuseppe Moccagatta\| Arbitro: \| Cinciripini (Ascoli Piceno) \| |
| Arbitro:                                | Cinciripini (Ascoli Piceno) |       |        |                                                                         |

| Arbitro: | Scaramuzza (Venezia) |

|                        |           |  |
| Di Laura 19’ Murri 90’ | Marcatori |  |

| Arbitro: | Mantovani (Genova) |

|            |           |               |
| Casale 33’ | Marcatori | 79’ Bianchini |

| Pavia 19 novembre 1988 11ª giornata | Pavia                     | 0 – 0 | Alessandria | Stadio Comunale\| Arbitro: \| Misticoni (Ascoli Piceno) \| |
| Arbitro:                            | Misticoni (Ascoli Piceno) |       |             |                                                            |

| Arbitro: | Rossi (Rovigo) |

|                      |           |  |
| M. Guerra 50’ (rig.) | Marcatori |  |

| Arbitro: | Marchese (Napoli) |

|             |           |                                                  |
| Bagnoli 90’ | Marcatori | 58’ Tortora 78’ Casale 80’ Bartolini 88’ Tardini |

| Siena 11 dicembre 1988 14ª giornata | Siena                  | 0 – 0 | Alessandria | Stadio Artemio Franchi\| Arbitro: \| Conocchiari (Macerata) \| |
| Arbitro:                            | Conocchiari (Macerata) |       |             |                                                                |

| Arbitro: | Curotti (Piacenza) |

|              |           |            |
| Ferrarese 8’ | Marcatori | 21’ Alloni |

| Arbitro: | Bizzarri (Ferrara) |

|             |           |  |
| Maurizi 73’ | Marcatori |  |

| Arbitro: | Marchese (Napoli) |

|                                |           |  |
| Briata 24’ Ferretti 75’ (rig.) | Marcatori |  |

#### Girone di ritorno
| Arbitro: | Bettin (Padova) |

|               |           |  |
| Biagiotti 85’ | Marcatori |  |

| Arbitro: | Conocchiari (Macerata) |

|            |           |  |
| Casale 19’ | Marcatori |  |

| Sarzana 5 febbraio 1989 20ª giornata | Sarzanese       | 0 – 0 | Alessandria | Stadio Miro Luperi\| Arbitro: \| Fiori (Ravenna) \| |
| Arbitro:                             | Fiori (Ravenna) |       |             |                                                     |

| Arbitro: | Misticoni (Ascoli Piceno) |

|                          |           |  |
| Carrara 4’ Ferrarese 27’ | Marcatori |  |

| Alessandria 19 febbraio 1989 22ª giornata | Alessandria       | 0 – 0 | Olbia | Stadio Giuseppe Moccagatta (3 500 spett.)\| Arbitro: \| Trinchieri (Roma) \| |
| Arbitro:                                  | Trinchieri (Roma) |       |       |                                                                              |

| Arbitro: | Merlino (Torre del Greco) |

|             |           |            |
| Pizzuto 63’ | Marcatori | 3’ Tortora |

| Arbitro: | Introvigne (Conegliano) |

|                       |           |  |
| Briata 53’ Casale 86’ | Marcatori |  |

| Casale Monferrato 19 marzo 1989 25ª giornata | Casale               | 0 – 0 | Alessandria | Stadio Natale Palli (6 000 spett.)\| Arbitro: \| Brignoccoli (Ancona) \| |
| Arbitro:                                     | Brignoccoli (Ancona) |       |             |                                                                          |

| Arbitro: | D'Ambrosio (Padova) |

|                     |           |  |
| Ferretti 48’ (rig.) | Marcatori |  |

| Arbitro: | Bazzoli (Merano) |

|                      |           |                   |
| Bianchini 14’ (rig.) | Marcatori | 31’, 55’ Ferretti |

| Arbitro: | Pellegrino (Barcellona Pozzo di Gotto) |

|                    |           |  |
| Gabetta 76’ (aut.) | Marcatori |  |

| Tempio Pausania 23 aprile 1989 29ª giornata | Tempio            | 0 – 0 | Alessandria | Stadio Nino Manconi\| Arbitro: \| Mughetti (Cesena) \| |
| Arbitro:                                    | Mughetti (Cesena) |       |             |                                                        |

| Arbitro: | Bettin (Padova) |

|                                   |           |  |
| Ferretti 73’ (rig.) Bartolini 84’ | Marcatori |  |

| Alessandria 14 maggio 1989 31ª giornata | Alessandria      | 0 – 0 | Siena | Stadio Giuseppe Moccagatta (5 000 spett.)\| Arbitro: \| Griffo (Palermo) \| |
| Arbitro:                                | Griffo (Palermo) |       |       |                                                                             |

| Arbitro: | Pellegrino (Barcellona Pozzo di Gotto) |

|              |           |                                            |
| Andreoni 66’ | Marcatori | 15’ (rig.), 77’ (rig.) Ferretti 53’ Casale |

| Arbitro: | Contente (Salerno) |

|             |           |                         |
| Tortora 28’ | Marcatori | 31’ (aut.) Marco Guerra |

| Sorso 4 giugno 1989 34ª giornata | Sorso                | 0 – 0 | Alessandria | Stadio La Piramide\| Arbitro: \| Stefanelli (Bologna) \| |
| Arbitro:                         | Stefanelli (Bologna) |       |             |                                                          |

### Coppa Italia Serie C

#### Girone A
| Casale Monferrato 21 agosto 1988 1ª giornata | Casale | 0 – 0 | Alessandria | Stadio Natale Palli |

| Novara 25 agosto 1988 2ª giornata | Novara | 0 – 0 | Alessandria | Stadio Comunale |

| Arbitro: | Ambrosio (Como) |

|                   |           |                     |
| Brilli 30’ (aut.) | Marcatori | 21’, 45’ [M. Guerra |

| Arbitro: | Di Pilato (Bergamo) |

|                          |           |                |
| Grandi 8’ Marescalco 54’ | Marcatori | 74’ Bertolutti |

| Alessandria 8 settembre 1988 5ª giornata                              | Alessandria | 1 – 1         | Pro Vercelli | Stadio Giuseppe Moccagatta |
| \| \| \| \| \| Marescalco 59’ (rig.) \| Marcatori \| 10’ Bianchini \| |             |               |              |                            |
|                                                                       |             |               |              |                            |
| Marescalco 59’ (rig.)                                                 | Marcatori   | 10’ Bianchini |              |                            |

| Arbitro: | Cesari (Genova) |

|                            |           |  |
| Manetti 11’ Marescalco 40’ | Marcatori |  |

#### Sedicesimi di finale
| Arbitro: | G. Baldas (Trieste) |

|                        |           |              |
| Murgita 31’ Barbui 66’ | Marcatori | 11’ Montrone |

| Arbitro: | Scaramuzza (Venezia) |

|             |           |                             |
| Tortora 80’ | Marcatori | 64’ F. Scienza 89’ Balacich |

## Statistiche

### Statistiche di squadra
| Competizione         | Punti | In casa | In casa | In casa | In casa | In casa | In casa | In trasferta | In trasferta | In trasferta | In trasferta | In trasferta | In trasferta | Totale | Totale | Totale | Totale | Totale | Totale | DR  |
| Competizione         | Punti | G       | V       | N       | P       | Gf      | Gs      | G            | V            | N            | P            | Gf           | Gs           | G      | V      | N      | P      | Gf     | Gs     | DR  |
| -------------------- | ----- | ------- | ------- | ------- | ------- | ------- | ------- | ------------ | ------------ | ------------ | ------------ | ------------ | ------------ | ------ | ------ | ------ | ------ | ------ | ------ | --- |
| Serie C2             | 47    | 17      | 10      | 7       | 0       | 18      | 3       | 17           | 6            | 8            | 3            | 14           | 9            | 34     | 16     | 15     | 3      | 32     | 12     | +20 |
| Coppa Italia Serie C |       | 4       | 2       | 1       | 1       | 6       | 4       | 4            | 1            | 2            | 1            | 3            | 3            | 8      | 3      | 3      | 2      | 9      | 7      | +2  |
| Totale               | -     | 21      | 19      | 8       | 1       | 24      | 7       | 21           | 7            | 10           | 4            | 17           | 12           | 42     | 19     | 18     | 5      | 41     | 19     | +22 |

### Statistiche dei giocatori[2]
| Giocatore     | Serie C2 | Serie C2 | Coppa Italia Serie C | Coppa Italia Serie C | Totale   | Totale |
| Giocatore     | Presenze | Reti     | Presenze             | Reti                 | Presenze | Reti   |
| ------------- | -------- | -------- | -------------------- | -------------------- | -------- | ------ |
| L. Bartolini  | 26       | 2        | 5                    | 0                    | 31       | 2      |
| L. Benetti    | 2        | 0        | 6                    | 0                    | 8        | 0      |
| R. Briata     | 29       | 2        | 7                    | 0                    | 36       | 2      |
| M. Brilli     | 31       | 0        | 8                    | 0                    | 39       | 0      |
| M. Carrara    | 23       | 2        | 2                    | 0                    | 25       | 2      |
| C. Casale     | 19       | 5        | 2                    | 0                    | 21       | 5      |
| L. Conte      | 21       | 2        | 2                    | 0                    | 23       | 2      |
| M. Ferrarese  | 29       | 2        | 2                    | 0                    | 31       | 2      |
| S. Ferretti   | 28       | 8        | 6                    | 0                    | 34       | 8      |
| M. Grandi     | 5        | 0        | 5                    | 1                    | 10       | 1      |
| M. Guerra     | 31       | 1        | 8                    | 2                    | 39       | 3      |
| C. Guida      | 2        | 0        | 2                    | 0                    | 4        | 0      |
| A. Lazzarini  | 32       | -11      | 3                    | -3                   | 35       | -14    |
| P. Logarzo    | 16       | 0        | 1                    | 0                    | 17       | 0      |
| M. Manetti    | 22       | 0        | 6                    | 1                    | 28       | 1      |
| F. Marescalco | 9        | 3        | 5                    | 3                    | 14       | 6      |
| F. Mastini    | -        | -        | 5                    | 0                    | 5        | 0      |
| L. Meazza     | 21       | 0        | 4                    | 0                    | 25       | 0      |
| A. Montrone   | 22       | 0        | 2                    | 1                    | 24       | 1      |
| A. Moretto    | -        | -        | 1                    | 0                    | 1        | 0      |
| I. Riccarand  | 2        | -1       | 5                    | -4                   | 7        | -5     |
| G. Rossi      | 6        | 1        | 5                    | 0                    | 11       | 1      |
| F. Tardini    | 31       | 1        | 7                    | 0                    | 38       | 1      |
| G. Tortora    | 33       | 4        | 7                    | 1                    | 40       | 5      |
| A. Vescovo    | 2        | 0        | 1                    | 0                    | 3        | 0      |
| S. Zaffiri    | 6        | 0        | -                    | -                    | 6        | 0      |
| A. Zamparutti | 10       | 0        | 1                    | 0                    | 11       | 0      |